# Nahvioci (Federacja Bośni i Hercegowiny)
Nahvioci – wieś w Bośni i Hercegowinie, w Federacji Bośni i Hercegowiny, w kantonie tuzlańskim, w gminie Čelić. W 2013 roku liczyła 546 mieszkańców, z czego większość stanowili Boszniacy.